# Calzadilla de los Hermanillos
Calzadilla de los Hermanillos és una vila lleonesa, pertanyent al municipi de El Burgo Ranero, en la província espanyola de Lleó i la comarca de Tierra de Campos, en la comunitat autònoma espanyola de Castella i Lleó.
El terrenys de Calzadilla de los Hermanillos limiten amb els de Villamuñío i Castellanos al nord, Villamol a l'est, Calzada del Coto al sud-est, Bercianos del Real Camino al sud, Las Grañeras al sud-oest i El Burgo Ranero a l'oest.